# Hilde Grythe
Hilde Grythe, född 18 juli 1955 i Oslo, är en norsk skådespelare.

## Biografi
Grythe filmdebuterade redan som spädbarn i Nils R. Müllers Kvinnens plass (1956). Hon var engagerad vid Teatret Vårt 1983–1985, Nationaltheatret 1985–1986, Fjernsynsteatret 1986–1989 och därefter frilansande. Hon fick sitt genombrott som Hippolyta/Titania i En midsommarnattsdröm 1988 på Rogaland Teater. Hon har gästspelat på Nordland Teater som titelrollen i Knut Hamsuns Victoria och som Nora i Henrik Ibsens Ett dockhem. År 1996 spelade hon huvudrollen i Oslo Nye Teaters uppsättning av Fjodor Dostojevskijs Idioten.
Hilde Grythe hade 1986 huvudrollen i filmerna Drømmeslottet och Plastpåsen. År 1996 spelade hon huvudrollen i The North Star. Hon har också medverkat i TV-serien Jul i Blåfjell (1999).

## Familj
Hilde Grythe är dotter till programsekreteraren Odd Grythe (1918–1994) och skådespelaren och regissören Kirsten Sørlie (1926–2013). Grythe är gift med violinisten Terje Tønnesen i hans andra äktenskap.

## Filmografi
- 1956 – Kvinnens plass
- 1986 – Peer Gynt
- 1986 – Drømmeslottet
- 1986 – Plastpåsen
- 1987 – Carl Lange
- 1988 – Kollisjonen
- 1989 – Den vegelsinnede
- 1990 – Den spanske flue
- 1991 – Fedrelandet (TV-serie)
- 1994 – Fredrikssons fabrik
- 1995 – Kristin Lavransdatter
- 1996 – The North Star
- 1998 – Red Indian
- 1999 – Jul i Blåfjell (TV-serie)
- 2000 – Operasjon popcorn
- 2006 – Hotel Cæsar (TV-serie)
- 2007 – Tatt av kvinnen
- 2007 – Thomas P. (TV-serie)